# 米田佳奈
米田 佳奈（よねだ かな）は、日本の作曲家、ピアニスト。奏音（かなで）名義での活動期間あり。福島県福島市出身。東京都在住。

## 略歴
3歳からピアノを、6歳から作曲を始める。福島県立福島女子高等学校卒業。東京音楽大学卒業。同大学の卒業演奏会出演。現在、オリジナル曲の制作の他、親子向けコンサートなどのライブ活動を行っており、介護施設訪問コンサートは年に数十回に及んでいたがコロナ禍の影響で休止中。
2016年、詩人・和合亮一の詩の朗読会にてBGM演奏を務める。2017年に福島出身の音楽家3人によるユニット「福島三人娘」を結成し、「音楽に福島の魅力を乗せて、福島を好きになってもらいたい」との理念の下、積極的に活動を進めていた（現在は解散。）。尊敬する音楽家として、沢田完、林達也、アリス＝紗良・オットを挙げている。主な作品は「僕のmomo」「巣立ち〜感謝を込めて〜」「嗚呼、愛しのらーめん」「追憶」「pfとvnのためのビューティフル・サンセット」など。

## 受賞歴
- ペトロフピアノコンクール（現・東京国際ピアノコンクール）入選
- TIAA全日本クラシック音楽コンサート奨励賞
- PIARAピアノコンクール浜松市長奨励賞
- PIARAピアノグレード1級